# Julien Guiomar
Pour les articles homonymes, voir Guiomar.
Julien Joseph Charles Marie Guiomar est un acteur français, né le 3 mai 1928 à Morlaix (Finistère) et mort le 22 novembre 2010 à  Monpazier (Dordogne). 
De formation classique au Théâtre national populaire (TNP) de Jean Vilar durant cinq années, il devient acteur de cinéma, à partir du milieu des années 1960.
Il incarne des personnages autoritaires, antipathiques dans des films engagés et dramatiques comme Z ou Section spéciale, et des films policiers comme La Horse, Adieu poulet ou Mort d'un pourri. Durant les années 1970 et 1980, il joue plutôt des comédies comme Les Mariés de l'an II, La moutarde me monte au nez, L'Incorrigible, L'Animal, Inspecteur la Bavure, Papy fait de la résistance, Les Ripoux,  L'Aile ou la Cuisse . Devenu célèbre avec Z, Guiomar tourne en Italie Les Maffiosi, La propriété, c'est plus le vol, Cher Papa et Je suis photogénique.
En France, il a donné  la réplique à Jean-Paul Belmondo,  Alain Delon dans  Borsalino ; Louis de Funès dans L'Aile ou la Cuisse et La Zizanie.

## Biographie

### Formation et débuts
Après avoir envisagé de suivre une carrière de dentiste comme son père, Julien Guiomar opte pour des cours de comédie avec Pierre Renoir, puis René Simon et Francis Blanche.

### Carrière

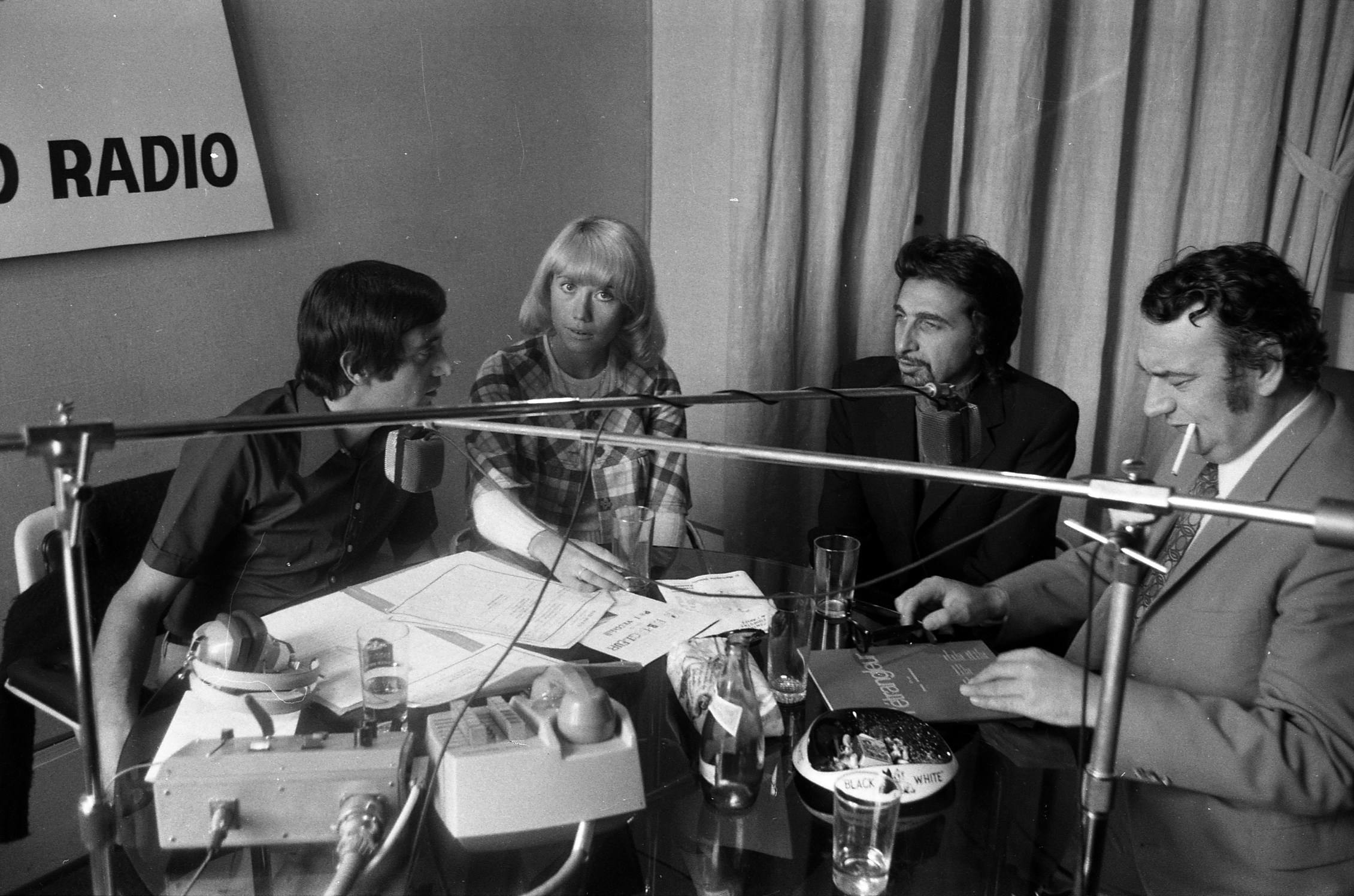
Julien Guiomar aux côtés de Paul Vecchiali et Claude Manlay dans une émission de Sud Radio lors de la sortie de L'Étrangleur en 1972.

Julien Guiomar participe à l'aventure du Théâtre national populaire (TNP) avec Jean Vilar pendant cinq années. Son activité théâtrale, exigeante, est menée en parallèle à ses tournages.
Il tourne deux films avec Philippe de Broca qui sait utiliser son côté extravagant. Son interprétation d'un colonel grec, chef de la gendarmerie, dans le film Z (1969) de Costa-Gavras est remarquable de brutalité, de même que ses personnages de La Voie lactée et de La Fiancée du pirate, tournés la même année.
Ses rôles comiques vont de la fantaisie débridée : La moutarde me monte au nez en 1974, L'Aile ou la Cuisse en 1976 (où il incarne l’infâme Jacques Tricatel), Les Ringards en 1978, à des compositions subtiles (dans L'Incorrigible en 1975, aux côtés de Jean-Paul Belmondo). Durant sa carrière, il tourne six films avec Claude Zidi.
Julien Guiomar se retire du métier de comédien en 2005 et part en retraite à Monpazier en Dordogne.

### Vie privée et mort
En 1982, Julien Guiomar épouse Marie-Françoise Egret.
Il meurt dans la nuit du 21 au 22 novembre 2010 à Monpazier  (Dordogne ) à 82 ans,,,. Il est crématisé le 25 novembre au crématorium de Lafox.

## Filmographie

### Cinéma
- 1966 : Le Roi de cœur de Philippe de Broca : Mgr Marguerite
- 1967 : Ballade pour un chien de Gérard Vergez : Robin
- 1967 : Le Voleur de Louis Malle : L'abbé La Margelle
- 1967 : Toutes folles de lui de Norbert Carbonnaux : Antoine
- 1968 : Pour un amour lointain d'Edmond Séchan : Maxime
- 1968 : La Louve solitaire d'Édouard Logereau : Durieux
- 1969 : La Fiancée du pirate de Nelly Kaplan : Le Duc
- 1969 : Z de Costa-Gavras : Le colonel
- 1969 : L'Auvergnat et l'Autobus de Guy Lefranc : Me Valentin Chanterive
- 1969 : La Voie lactée de Luis Buñuel : Le curé espagnol
- 1970 : La Horse de Pierre Granier-Deferre : Le commissaire
- 1970 : Borsalino de Jacques Deray : Simon Boccace
- 1971 : Les Mariés de l'an II de Jean-Paul Rappeneau: Le proconsul Carrier
- 1971 : Doucement les basses de Jacques Deray : Francisco
- 1972 : Décembre de Mohammed Lakhdar-Hamina : Le général Beaumont
- 1972 : Les Maffiosi (La violenza: quinto potere) de Florestano Vancini : Commissaire Golino
- 1972 : L'Étrangleur de Paul Vecchiali : l'inspecteur Simon
- 1973 : Home Sweet Home de Liliane de Kermadec
- 1973 : La Raison du plus fou de Raymond Devos et François Reichenbach : le patron du restaurant
- 1973 : La propriété, c'est plus le vol (La proprietà non è più un furto) d'Elio Petri : le directeur de la banque
- 1973 : L’Histoire très bonne et très joyeuse de Colinot Trousse-Chemise de Nina Companeez : Le mari de Rosemonde
- 1974 : Tendre Dracula de Pierre Grunstein : Le producteur
- 1974 : Dites-le avec des fleurs de Pierre Grimblat : Le docteur Comolli
- 1974 : La moutarde me monte au nez de Claude Zidi : Albert Renaudin
- 1974 : Bons baisers... à lundi de Michel Audiard : Poudevigne
- 1974 : La Folle de Toujane de René Vautier et Nicole Le Garrec : le narrateur
- 1975 : Aloïse de Liliane de Kermadec : le directeur de théâtre
- 1975 : Une baleine qui avait mal aux dents de Jacques Bral : Julien
- 1975 : Section spéciale de Costa-Gavras : le substitut
- 1975 : Souvenirs d'en France d'André Téchiné : Victor
- 1975 : Adieu poulet de Pierre Granier-Deferre : Ledoux
- 1975 : L'Incorrigible de Philippe de Broca : Camille
- 1976 : Mado de Claude Sautet : Lépidon
- 1976 : L'Aile ou la Cuisse de Claude Zidi : Jacques Tricatel
- 1976 : Barocco d'André Téchiné : Gauthier
- 1977 : L'Animal de Claude Zidi : Fechner
- 1977 : Mort d'un pourri de Georges Lautner : Fondari
- 1978 : La Zizanie de Claude Zidi : Dr Landry
- 1978 : Ils sont fous ces sorciers de Georges Lautner : Stumph-Bachelier, le président
- 1978 : Les Ringards de Robert Pouret : Jeannot Bidart, dit "La presse"
- 1979 : Je vous ferai aimer la vie de Serge Korber : Dr. Soltier
- 1979 : Cher Papa (Caro papà), de Dino Risi : Parrella
- 1979 : Milo Milo (de) de Níkos Perákis : Louis
- 1980 : Je suis photogénique (Sono fotogenico), de Dino Risi : Carlo Simoni
- 1980 : Le Bar du téléphone de Claude Barrois : Antoine Bini
- 1980 : Inspecteur la Bavure de Claude Zidi : Le Commissaire Divisionnaire Vermillot
- 1981 : Est-ce bien raisonnable ? de Georges Lautner : Raymond Volfoni
- 1983 : Un chien dans un jeu de quilles de Bernard Guillou : Alexandre
- 1983 : Équateur de Serge Gainsbourg : Bouilloux
- 1983 : Papy fait de la résistance de Jean-Marie Poiré : Colonel Vincent
- 1984 : Carmen de Francesco Rosi : Lillas Pastia
- 1984 : Les Ripoux de Claude Zidi : Commissaire Bloret
- 1985 : Le Matou de Jean Beaudin : Aurélien Picquot
- 1985 : L'Arbre sous la mer de Philippe Muyl : Thomas
- 1986 : Le Débutant de Daniel Janneau : Lucien Berger
- 1987 : Flag de Jacques Santi : Léon Terzakian
- 1987 : Bahia de tous les saints (Jubiabá), de Nelson Pereira dos Santos : Luigi
- 1987 : Dernier été à Tanger d'Alexandre Arcady : Commissaire Gomez
- 1987 : Les Deux Crocodiles de Joël Séria : Julien Derouineau
- 1988 : Terre sacrée d'Emilio Pacull
- 1989 : African Timber (de) de Peter F. Bringmann (de) : Girolles
- 1990 : Plein fer de Josée Dayan : Fabiani
- 1992 : Léolo de Jean-Claude Lauzon : Grand-Père
- 1993 : Je m'appelle Victor de Guy Jacques : Emile
- 1997 : Violetta la reine de la moto de Guy Jacques : Corneille
- 1997 : Que la lumière soit ! d'Arthur Joffé : Dieu le père
- 1998 : Un peu de retenue ! de Sylvain Gillet
- 2001 : J'ai faim !!! de Florence Quentin : Guyomard
- 2003 : Clandestino de Paule Muxel : Jean

### Télévision
- 1958 : Misère et noblesse d'Eduardo Scarpetta  (téléfilm) : Vicenzo
- 1961-1966 : Le Théâtre de la jeunesse (série télévisée) : Hérode / Capcorn / Simon Legree / Colas
- 1962 : Quatrevingt-treize d'Alain Boudet (téléfilm) : L'Imânus
- 1963 : Le Chevalier de Maison-Rouge de Claude Barma (série télévisée) : Gélineau
- 1963 : La Chasse ou l'amour ravi (téléfilm) : Colotto
- 1964 : Les Cabinets particuliers (téléfilm) : Le monsieur du balcon
- 1964 : Woyzeck de Marcel Bluwal (téléfilm) : Le tambour-major
- 1965 : Rocambole de Jean-Pierre Decourt (série télévisée) : Capendoc
- 1965 : Une nuit sans lendemain de Lazare Iglesis (téléfilm) : Babil
- 1966 : Rouletabille de Jean-Charles Lagneau (série télévisée) : Trébassof
- 1967 et 1975 : Au théâtre ce soir (série télévisée) : Léonida / Sam
- 1971 : Le Malade imaginaire de Claude Santelli (téléfilm) : Diafoirus
- 1971 : Bouvard et Pécuchet de Robert Valey (téléfilm) : Bouvard
- 1973 : On l'appelait Tamerlan de Jacques Trébouta (téléfilm) : Roger dit "Tamerlan"
- 1974 : La Famille Grossfelder de Jean L'Hôte (téléfilm) : Le père
- 1977 : Les Borgia ou le sang doré d'Alain Dhénaut (téléfilm) : Alexandre Borgia
- 1978 : Histoires de voyous de Denys de La Patellière (téléfilm) : Antoine
- 1981 : Le Sang des Atrides de Sam Itzkovitch (téléfilm) : Commissaire Laviolette
- 1982 : Le Secret des Andrônes de Sam Itzkovitch (téléfilm) : La Violette
- 1982 : Les Joies de la famille Pinelli de Jean L'Hôte (téléfilm) : Sigisbert
- 1982 : Les Tribulations de Manuel d'Hervé Baslé (téléfilm) : Manuel
- 1983 : Les Beaux Quartiers de Jean Kerchbron (téléfilm) : Docteur Barbentane
- 1983 : La métamorphose de Jean-Daniel Verhaeghe d'après Franz Kafka : Le père
- 1984 : Un homme va être assassiné de Dolorès Grassian (téléfilm) : Julien Miellème
- 1985 : Stradivarius de Jacques Kirsner, réalisé par Yannick Andréi : Delmas
- 1986 : Série noire : Pour venger pépère de Joël Séria : Chailapine
- 1988 : Sueurs froides de Romain Goupil (série télévisée) : M. Jean
- 1989 : Cinéma 16 - Adieu Don Juan de Jean Larriaga (série télévisée) : Louis
- 1991 : Commissaire Chabert: Le tueur du zodiaque (téléfilm) : Commissaire Jean Chabert
- 1993 : Si le loup y était de Michel Sibra (téléfilm) : Jop
- 1993 : Martineau... et le portrait de femme de Daniel Moosmann (téléfilm) : Martineau
- 1994 : Chèques en boîte de Nicolas Gessner (téléfilm) : Marcel
- 1994 : Le Cri coupé de Miguel Courtois (téléfilm) : Polydore Millaud
- 1994 : Commissaire Chabert: Mort d'une fugitive (téléfilm) : Commissaire Jean Chabert
- 1995 : Le Malingot de Michel Sibra (téléfilm) : Le Malingot
- 1995 : L'Audace d'y croire de Massimo Manganaro et Jean-Pierre Spiero (téléfilm) : Benjamin Duchêne
- 1996 : Le Secret de Julia de Philomène Esposito (téléfilm) : Auguste
- 1997 : La Bastide blanche de Miguel Courtois (téléfilm) : Amédée Giraud
- 1998 : Qui mange qui ? de Dominique Tabuteau (téléfilm) : René
- 1998 : Ça commence à bien faire ! de Patrick Volson (téléfilm) : Raymond
- 1999 : La Nuit des hulottes de Michaëla Watteaux (téléfilm) : Cyprien Mallaury
- 2001 : Méditerranée (Série TV, 2001) d'Henri Helman (série télévisée) : Dr. Lodz
- 2002 : Le Secret de la belle de Mai de Patrick Volson (téléfilm) : Pierre Cyprien
- 2002 : Qui mange quoi ? de Jean-Paul Lilienfeld (téléfilm) : René
- 2003 : Lagardère d'Henri Helman (téléfilm) : Cayus
- 2004 : Qui mange quand ? de Jean-Paul Lilienfeld (téléfilm) : René

## Théâtre
- 1950 : Barabbas de Michel de Ghelderode, mise en scène Jean Le Poulain et Roger Harth, Théâtre de l'Œuvre
- 1952 : La Puissance et la gloire de Pierre Bost, Pierre Darbon et Pierre Quet d'après Graham Greene, mise en scène André Clavé, Théâtre de l'Œuvre
- 1953 : La Puissance et la gloire de Pierre Bost, Pierre Darbon et Pierre Quet d'après Graham Greene, mise en scène André Clavé, Théâtre des Célestins
- 1955 : La Famille Arlequin de Claude Santelli, mise en scène Jacques Fabbri, Théâtre du Vieux-Colombier
- 1956 : Misère et Noblesse d'Eduardo Scarpetta, mise en scène Jacques Fabbri, Théâtre de l'Alliance française
- 1956 : Jules de Pierre-Aristide Bréal, mise en scène Jacques Fabbri, Théâtre Antoine
- 1956 : La Famille Arlequin de Claude Santelli, mise en scène Jacques Fabbri, Théâtre Antoine
- 1957 : La Famille Arlequin de Claude Santelli, mise en scène Jacques Fabbri, Théâtre des Célestins
- 1958 : Lope de Vega de Claude Santelli, mise en scène Jacques Fabbri, Théâtre de la Renaissance
- 1958 : Ubu Roi d'Alfred Jarry, mise en scène Jean Vilar, TNP Théâtre de Chaillot
- 1959 : La Fête du cordonnier de Michel Vinaver d'après Thomas Dekker, mise en scène Georges Wilson, TNP Théâtre de Chaillot
- 1959 : Le Songe d'une nuit d'été de William Shakespeare, mise en scène Jean Vilar, TNP Festival d'Avignon
- 1959 : Mère Courage de Bertolt Brecht, mise en scène Jean Vilar, TNP Festival d'Avignon
- 1959 : La Mort de Danton de Georg Büchner, mise en scène Jean Vilar, TNP Théâtre de Chaillot
- 1960 : Erik XIV d'August Strindberg, mise en scène Jean Vilar, TNP Théâtre de Chaillot, Festival d'Avignon
- 1960 : Mère Courage de Bertolt Brecht, mise en scène Jean Vilar, TNP Festival d'Avignon
- 1960 : Ubu Roi d'Alfred Jarry, mise en scène Jean Vilar, TNP Théâtre de Chaillot
- 1960 : La Résistible Ascension d'Arturo Ui de Bertolt Brecht, mise en scène Jean Vilar et Georges Wilson, TNP Théâtre de Chaillot
- 1961 : L'Alcade de Zalamea de Pedro Calderón de la Barca, mise en scène Georges Riquier et Jean Vilar, TNP Festival d'Avignon
- 1961 : La Paix d'après Aristophane, mise en scène Jean Vilar, TNP Théâtre de Chaillot
- 1962 : Trencavel de Robert Collon, mise en scène Jean Mercure, Théâtre Montparnasse
- 1963 : Un mois à la campagne d'Ivan Tourgueniev, mise en scène André Barsacq, Théâtre de l'Atelier
- 1963 : Le Satyre de la Villette de René de Obaldia, mise en scène André Barsacq, Théâtre de l'Atelier
- 1965 : Un mois à la campagne d'Ivan Tourgueniev, mise en scène André Barsacq, Théâtre des Célestins
- 1965 : Caviar ou Lentilles de Giulio Scarnacci et Renzo Tarabusi, mise en scène Gérard Vergez, Théâtre Michel
- 1971 : La Forêt de Alexandre Ostrovski, mise en scène André Barsacq, Théâtre de l'Atelier
- 1975 : Le Pape kidnappé de João Bethencourt, mise en scène René Clermont, Théâtre Edouard VII
- 1975 : Le Roi des cons de Georges Wolinski, mise en scène Claude Confortès, Théâtre de la Gaîté-Montparnasse

## Doublage

### Cinéma

#### Films
- 1959[6] : Totò à Madrid : Raoul La Spada (Mario Carotenuto)
- 1972 : Le Parrain : Capitaine McCluskey (Sterling Hayden) (1er doublage)
- 1972 : État de siège : Carlos Ducas (O. E. Hasse)
- 1989 : Une saison blanche et sèche : Bruwer (Leonard Maguire)

#### Films d'animation
- 1989 : Astérix et le Coup du menhir : le devin Prolix
- 1991 : Robinson et compagnie : Louis Antoine de Bougainville

## Livre audio
- 1988 : Voix de Bérurier dans un livre audio (distribué en cassette audio), Le Gala des emplumés, de Frédéric Dard. Un des épisodes de la série San-Antonio.